# Equinor
Equinor (Statoil antes de 2018) es una compañía estatal noruega de petróleo establecida en 1972. Mientras que Statoil figura listada en la Bolsa de Valores de Nueva York, el estado noruego aún mantiene la mayor parte de su propiedad. La oficina central se encuentra ubicada en la capital petrolera de Noruega, Stavanger.
Gracias a sus inmensos yacimientos marinos, el país nórdico es el tercer exportador mundial tras Rusia y Catar y cubre el 20% de la demanda del gas natural para el continente europeo, Equinor opera también alrededor de 2000 estaciones de servicio en 9 países. El jefe oficial ejecutivo desde mediados del 2004 en adelante es Helge Lund, anterior jefe ejecutivo de Aker Kvaerner.
En 1979, el campo Statfjord comenzó la producción, y en 1981 fue la primera empresa noruega a la que se le otorgó la responsabilidad del operador de un campo, en Gullfaks, en el Mar del Norte.
Creció sustancialmente en la década de 1980 a través del desarrollo de grandes campos en el NCS (Statfjord, Gullfaks, Oseberg, Troll y otros). También se convirtió en un actor importante en el mercado europeo del gas al asegurar grandes contratos de venta para el desarrollo y operación de sistemas y terminales de transporte de gas. Durante la misma década, participó en la fabricación y comercialización en Escandinavia y estableció una red integral de estaciones de servicio.
En 2006 Equinor firmó un acuerdo de compra con la empresa Norsk Hydro, también noruega, dedicada a los hidrocarburos y al gas natural. El 1 de octubre de 2007 se fusionaron ambas empresas para pasar a llamarse StatoilHydro, esta nueva empresa resultante de la fusión es la mayor del mundo en petróleo offshore.
Equinor contribuyó en gran medida a convertir a Noruega en una nación industrial moderna. Hoy, Noruega es una de las provincias petroleras más productivas del mundo y un laboratorio de pruebas para el desarrollo de tecnología.
Equinor se ha comprometido a una transición hacia una energía más limpia y ha establecido objetivos ambiciosos en materia de energías renovables y reducción de emisiones de gases de efecto invernadero. La compañía ha establecido una estrategia de "Cero emisiones netas para 2050" y se ha fijado el objetivo de aumentar su capacidad renovable a 4-6 GW para 2026.
Además, Equinor ha estado involucrada en varios proyectos innovadores en el campo de la energía renovable, como la instalación del primer parque eólico flotante del mundo, el Hywind Scotland, en 2017. También ha invertido en energía solar, hidrógeno y almacenamiento de energía.
En cuanto a su presencia internacional, Equinor opera en más de 30 países en todo el mundo, con una importante presencia en Europa, América del Norte y América del Sur, y Asia. La compañía emplea a más de 20,000 personas en todo el mundo y tiene una producción diaria de petróleo y gas de alrededor de 2 millones de barriles equivalentes de petróleo. Durante el ejercicio 2024, registró un beneficio neto atribuido de 8.829 millones de dólares, lo que supone una caída del 26% respecto al resultado contabilizado por la compañía el ejercicio anterior.
En junio de 2025, la compañía obtuvo licencias para desarrollar 1,5 GW de energía eólica flotante en el Mar Céltico (Reino Unido), junto al consorcio Gwynt Glas
En términos de responsabilidad social y ambiental, Equinor ha establecido políticas y objetivos para garantizar la sostenibilidad de sus operaciones, y se esfuerza por minimizar el impacto ambiental de sus actividades. También está comprometida con la transparencia y la responsabilidad en sus operaciones, y publica informes anuales detallados sobre sus prácticas y desempeño ambiental y social.